# Austrocnemis splendida
Austrocnemis splendida är en trollsländeart som först beskrevs av Martin 1901.  Austrocnemis splendida ingår i släktet Austrocnemis och familjen dammflicksländor. Inga underarter finns listade i Catalogue of Life.

## Bildgalleri

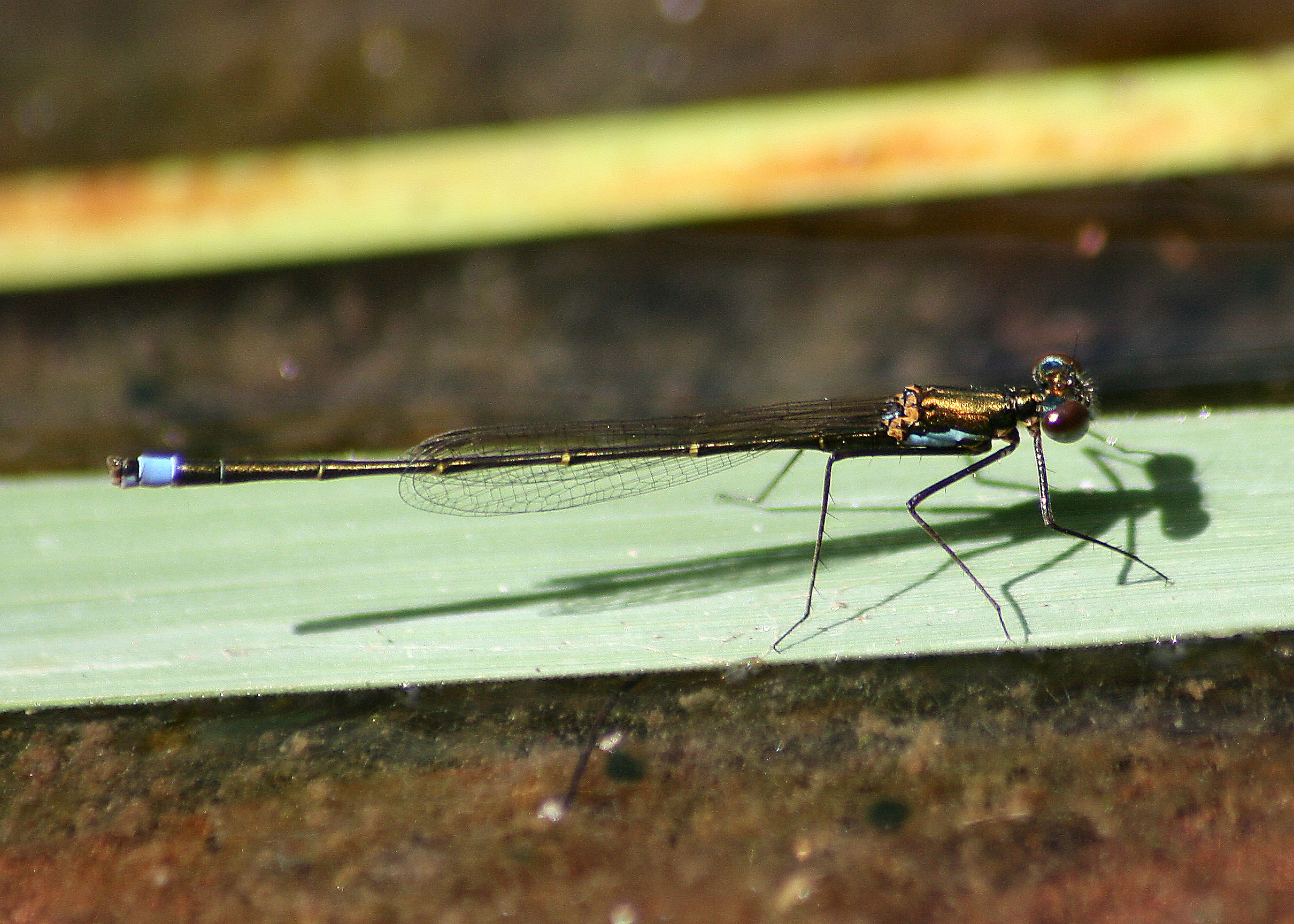